# Fun & Serious Game Festival
Fun & Serious Game Festival,  é o maior festival de jogos eletrônicos na Europa e um ponto chave de encontro para a indústria como um todo. O evento ocorre todos os anos em Bilbau no final de novembro a começo de dezembro e já uniu 25.000 pessoas no evento de 2016.
A missão do evento é reconhecer e promover o trabalho de produtores, diretores, artistas e desenvolvedores de jogos eletrônicos, baseada em um programa abrangente de conferências, mesas-redondas, redes e atividades, visando tanto as empresas como o público geral.
O Fun & Serious Game Festival goza do apoio do Governo Regional Basco - SPRI, Prefeitura de Bilbau e o Conselho Provincial de Biscaia. Ele é patrocinado pela BBVA e El Correo. Parceiros estratégicos do evento incluem Microsoft, PlayStation e Ubisoft. O Festival apresenta a colaboração da Associação Espanhola de VideoGames (AEVI), UTAD, Virtualware e Digipen.
Como de costume todos os anos, o Festival concluirá com uma festa exclusiva de premiação de gala para os melhores jogos do ano.Em 2015 o Prêmio Titanium foi entregue pela primeira vez no festival. Um prêmio que mudou seu nome e seu design, em referência ao titânio, um metal que combina a transição experimentada pela cidade de Bilbau em uma referência mundial, com a passagem da indústria do século XX para o estilo moderno de vida hoje.

## Premiações

### 2015
Foi o quinto evento do festival e a primeira premiação, se tornando trend topic na Espanha e contou com 25.000 telespectadores. A Finlândia foi convidada por ser uma referência no mundo dos jogos eletrônicos.
| Categoria                          | Indicados | Vencedor                                 | Ref    |
| ---------------------------------- | --- | ---------------------------------------- | ------ |
| Jogo do Ano                        | The Witcher 3: Wild Hunt Bloodborne Star Wars: Battlefront Metal Gear Solid V: The Phantom Pain Rise of the Tomb Raider Fallout 4                                                                | The Witcher 3: Wild Hunt                 | [ 11 ] |
| Melhor Design Artístico            | Ori and the Blind Forest Assassin’s Creed: Syndicate Bloodborne Life is Strange Star Wars: Battlefront                                                                                           | Ori and the Blind Forest                 | [ 11 ] |
| Melhor Roteiro                     | The Witcher 3: Wild Hunt Fallout 4 Her Story Rise of the Tomb Raider | The Witcher 3: Wild Hunt                 | [ 11 ] |
| Melhor Design de Jogo              | Bloodborne Metal Gear Solid V: The Phantom Pain The Witcher 3: Wild Hunt Star Wars: Battlefront Halo 5                                                                                           | Star Wars: Battlefront                   | [ 11 ] |
| Melhor Jogo Revelação              | Ori and the Blind Forest White Night Undertale | Undertale                                | [ 11 ] |
| Melhor Trilha Sonora               | Ori and the Blind Forest Star Wars: Battlefront Life is Strange The Witcher 3: Wild Hunt | Life is Strange                          | [ 11 ] |
| Melhor Ideia Original              | Ori and the Blind Forest Bloodborne Undertale Her Story Los Delirios de Von Sottendorff | Los Delirios de Von Sottendorff          | [ 11 ] |
| Melhor Interpretação em Castelhano | Claudio Serrano por Batman: Arkham Knight Eduardo del Hoyo por The Order: 1886 Guiomar Alburquerque Durán por Rise of the Tomb Raider Guiomar Alburquerque Durán por Assassin’s Creed: Syndicate | Claudio Serrano por Batman Arkham Knight | [ 11 ] |
| Melhor Jogo de Esportes            | NBA 2K16 FIFA 16 PES 2016 | NBA 2K16                                 | [ 11 ] |
| Melhor Motor de Jogo               | Forza Motosport 6 Project Cars F1 2016 | Forza Motosport 6                        | [ 11 ] |
| Melhor Jogo Competitivo            | Rainbox Six SIEGE Halo 5 Heroes of the Storm | Rainbox Six SIEGE                        | [ 11 ] |
| Prêmio Bizkaia                     | | Alexey Patjinov                          | [ 11 ] |
| Prêmios Honoríficos                | | Tim Schafer James Armstrong              | [ 11 ] |

### 2016
O evento de 2016 recebeu os produtores Yuji Naka, Warren Spector e Harvey Smith deram palestras e receberam prêmios titanium honoríficos.
| Categoria                          | Indicados | Vencedor                                                             | Ref           |
| ---------------------------------- | --- | -------------------------------------------------------------------- | ------------- |
| Jogo do Ano                        | Uncharted 4: A Thief's End Dishonored 2 Dark Souls III Watch Dogs 2 Gears of War 4 Mafia III Battlefield 1        | Uncharted 4: A Thief's End                                           | [ 13 ] [ 14 ] |
| Melhor Design Artístico            | Inside Uncharted 4: A Thief's End Dark Souls III Dishonored 2 The Witness Battlefield 1 Gears of War 4            | Dishonored 2                                                         | [ 13 ] [ 14 ] |
| Melhor Roteiro                     | Uncharted 4: A Thief's End Inside Dark Souls III Oxenfree/br>Dishonored 2 Mafia III Watch Dogs 2                  | Watch Dogs 2                                                         | [ 13 ] [ 14 ] |
| Melhor Design de Jogo              | The Division Dark Souls III Inside Doom Uncharted 4: A Thief's End                                                | Dark Souls III                                                       | [ 13 ] [ 14 ] |
| Jogo Revelação                     | Oxenfree Firewatch Hyper Light Drifter                                                                            | Oxenfree                                                             | [ 13 ] [ 14 ] |
| Melhor Trilha Sonora               | Uncharted 4: A Thief's End The Banner Saga 2 Gears of War 4 Quantum Break Doom Virginia                           | Uncharted 4: A Thief's End                                           | [ 13 ] [ 14 ] |
| Melhor Ideia Original              | Quantum Break Inside The Division Oxenfree Firewatch Overwatch                                                    | Oxenfree                                                             | [ 13 ] [ 14 ] |
| Melhor Interpretação em Castelhano | Uncharted 4: A Thief's End Watch Dogs, Alejandro Orozco como Marcus Dishonored 2, Laura Pastor como Emily Kaldwin | Uncharted 4: A Thief’s End, Roberto Encinas como Nathan Drake        | [ 13 ] [ 14 ] |
| Melhor Jogo Independente           | Inside Virginia Firewatch Oxenfree Hyper Light Drifter Superhot                                                   | Inside                                                               | [ 13 ] [ 14 ] |
| Melhor Jogo de Esportes            | NBA 2K17 FIFA 17 F1 2016 PES 2017                                                                                 | FIFA 17                                                              | [ 13 ] [ 14 ] |
| Melhor Jogo de Corrida             | F1 2016 Forza Horizon 3 Assetto Corsa                                                                             | Forza Horizon 3                                                      | [ 13 ] [ 14 ] |
| Melhor Jogo de Família             | Just Dance 2017 Just Sing LEGO Dimensions Ratchet & Clank Pokémon GO                                              | Pokémon GO                                                           | [ 13 ] [ 14 ] |
| Melhor Jogo Sério                  | | INCIBE                                                               | [ 13 ] [ 14 ] |
| Melhor Jogo Universitário          | | Intruders: Hide and Seek                                             | [ 13 ] [ 14 ] |
| Prêmio para Toda uma Saga          | | Civilization                                                         | [ 13 ] [ 14 ] |
| Prêmios Honoríficos                | | Yuji Naka (Sonic) Warren Spector (Deus Ex) Harvey Smith (Dishonored) | [ 13 ] [ 14 ] |

### 2017
O evento desse ano contará com a presença da Alemanha que possui o mercado mais notável de jogos eletrônicos na Europa e sediar a feira internacional, Gamescom. John Romero, criador de Quake, Doom e Wolfstein será homenageado no evento deste ano.